# Luis Robles Ramírez
Luis Enrique Robles Ramírez (Amacueca, Jalisco, México; 22 de septiembre de 1986) es un exfutbolista mexicano, que ejercía principalmente la posición de Centrocampista.

## Trayectoria
Debutó en la Primera División de México con los Rojinegros del Atlas el 25 de enero de 2004, enfrentando a Club Universidad Nacional en el Estadio Olímpico Universitario, en partido correspondiente a la Jornada 2 del Clausura 2004, siendo Sergio Bueno el entrenador de los Rojinegros; UNAM ganó 3-0.
En la siguiente Jornada, en el Estadio Jalisco, permaneció en la banca en la derrota ante Cruz Azul.
Participó en 11 cotejos de la Copa Libertadores 2008 con el Atlas.
En el Clausura 2012 militó en la Liga de Ascenso de México con los Tiburones Rojos del Veracruz; al concluir el torneo volvió con los Rojinegros.
La Temporada 2013-2014 jugó para Jaguares de Chiapas. 
En diciembre de 2014 firmó contrato con el Club Puebla. Con los Camoteros conquistó la Copa México Clausura 2015 y la Supercopa de México 2014-15, al vencer a las Chivas Rayadas del Guadalajara y a Morelia, respectivamente.  
Del 2016 al 2018 estuvo con los Rojinegros del Atlas.
Jugó el Apertura 2018, con Club Puebla; al finalizar el torneo se marchó a Finlandia para concretar su fichaje con FF Jaro Pietarsaari.
En el verano del 2020 retornó a México para enrolarse con Tepatitlán FC en la Liga de Expansión MX.

## Clubes
| Club                       | País      | Año           |
| -------------------------- | --------- | ------------- |
| Atlas                      | México    | 2003-2011     |
| Coyotes de Sonora (Cárnet) | México    | Apertura 2005 |
| Veracruz                   | México    | Clausura 2012 |
| Atlas                      | México    | 2012-2013     |
| Jaguares de Chiapas        | México    | 2013-2014     |
| Club Puebla                | México    | 2015-2016     |
| Atlas                      | México    | 2016-2018     |
| Club Puebla                | México    | Apertura 2018 |
| FF Jaro Pietarsaari        | Finlandia | 2019          |
| Tepatitlán FC              | México    | 2020-2023     |

### Partidos y goles
| Competencia                | Partidos | Goles |
| -------------------------- | -------- | ----- |
| Primera División de México | 326      | 8     |
| Liga de Ascenso de México  | 109      | 5     |
| Liga de Finlandia          | 23       | 5     |
| Copa México                | 23       | 1     |
| Copa Libertadores          | 13       | 0     |
| InterLiga                  | 4        | 0     |
| SuperLiga                  | 2        | 0     |
| Total                      | 500      | 19    |

## Selección nacional de México

### Sub-17
En el 2003, el entrenador Humberto Grondona, convocó a Robles para integrar la selección que disputaría la Copa Mundial de Fútbol Sub-17 de 2003 en Finlandia; jugó los 4 partidos que sostuvo el representativo nacional. 

#### Participación
| Mundial                               | Sede      | Resultado      | Partidos | Goles |
| ------------------------------------- | --------- | -------------- | -------- | ----- |
| Copa Mundial de Fútbol Sub-17 de 2003 | Finlandia | 4tos. de final | 4        | 0     |

| Fecha        | Estadio                   | Encuentro      | Resultado |
| ------------ | ------------------------- | -------------- | --------- |
| 13 de agosto | Estadio Finnair, Helsinki | Fecha 1        | 0-0       |
| 16 de agosto | Estadio Finnair, Helsinki | Fecha 2        | 0-2       |
| 19 de agosto | Estadio Finnair, Helsinki | Fecha 3        | 3-3       |
| 23 de agosto | Estadio de Lahti, Lahti   | 4tos. de final | 0-2       |

### Absoluta
En octubre del 2016 fue convocado por Juan Carlos Osorio para afrontar los partidos amistosos ante Nueva Zelanda y Panamá en Estados Unidos.  
Debutó con el conjunto Tricolor el 11 de octubre del 2016 ante Panamá en Toyota Park en Illinois. México ganó 1-0; Robles jugó 15 minutos al ingresar de cambio por Orbelín Pineda. 
|                    | PJ | Minutos | Goles | Asistencias | Periodo |
| ------------------ | -- | ------- | ----- | ----------- | ------- |
| Selección mexicana | 1  | 15      | 0     | 0           | 2016    |

## Palmarés

### Campeonatos nacionales
| Categoría            | Título                         | Club          | País   |
| -------------------- | ------------------------------ | ------------- | ------ |
| Copa México          | Copa México Clausura 2015      | Club Puebla   | México |
| Copa México          | Supercopa de México 2014-15    | Club Puebla   | México |
| Liga de Expansión MX | Clausura 2021                  | Tepatitlán FC | México |
| Liga de Expansión MX | Campeón de Campeones 2020-2021 | Tepatitlán FC | México |